# Witold Popiołek
Witold Popiołek ps. „Grom” (ur. 4 maja 1917 w Ostrołęce, zm. 9 listopada 2009 w Ostrołęce) – pedagog, żołnierz wojny obronnej 1939 roku, członek Armii Krajowej, Zrzeszenia Wolność i Niezawisłość, autor prac historycznych, poeta, działacz społeczny.

## Życiorys
Witold Popiołek pochodził z rodziny robotniczej, syn Jana (dróżnika) i Pauliny z d. Mierzykowskiej. Uczęszczał do Szkoły Podstawowej nr 1 w Ostrołęce oraz do Gimnazjum i Liceum im. Króla Stanisława Leszczyńskiego w Ostrołęce (1937), następnie na kursy pedagogiczno-metodyczne w Ostródzie i Ciechanowie (1956). W 1962 roku ukończył pedagogikę na Uniwersytecie Warszawskim. Od września 1937 do września 1938 roku pobierał naukę wojskową na Dywizyjnym Kursie Podchorążych Rezerwy Piechoty w Zambrowie przy 71 Pułku Piechoty.
Był uczestnikiem kampanii wrześniowej 1939 roku i żołnierzem ZWZ-AK, ps. „Grom”. W latach 1940–1944 pracował jako robotnik budów wodnych w Rejonie Dróg Wodnych w Ostrołęce (Strommeisterei Scharfenwiese), gdzie udający wodniaków AK-owcy Ryszarda Pszczółkowskiego mieli gniazdo „Gryfa”. Na strychu mieściła się baza przerzutowa broni, amunicji, sprzętu wojskowego, a w piwnicy – nasłuch radiowy oraz magazyn produktów żywnościowych dla potrzebujących Polaków. Tam spotykali się emisariusze na Ostrołękę Służby Zwycięstwu Polski, m.in. plutonowy podchorąży Ryszard Pszczółkowski „Gryf”, kapral podchorąży Witold Popiołęk „Grom”, kapral Ludomir Późniewski „Orlik”, podchorąży Norbert Adamowicz „Alena”, doktor Ryszard Ostaszewski „Sanus”, doktor weterynarii Stanisław Leonik „Tor”. W akcji „Burza” w 1944 roku pełnił funkcję zastępcy dowódcy plutonu w I batalionie 5 Pułku Ułanów Spieszonych AK, którego dowódcą był kpt. Tadeusz Budny ps. „Swoboda”. Batalion bazował w Sawałach-Nagórkach gm. Troszyn.
Jako aktywny działacz polityczny i kronikarz od grudnia 1945 roku redagował wraz z Lucyną Goryszewską z AK (ps. „Magda”, „Malwa”) i kolportował wraz z żoną (robiła grafiki) konspiracyjne pismo organizacji Zrzeszenie Wolność i Niezawisłość „Puszcza Szumi”. Miało ono charakter informacyjny, demaskowało rzeczywiste zamiary komunistów i podawało do publicznej wiadomości popełniane przez nich zbrodnie. Pismo przesyłano poprzez skrzynki kontaktowe w Susku, na stacji kolejowej Grabowo, a stąd kolejką wąskotorową do Myszyńca, Łysych i Wielbarka. Pojedyncze egzemplarze trafiały w teren także dzięki młodzieży z Gimnazjum Mechanicznego (dziś ZSZ nr 1 w Ostrołęce). Czasopismo przestało istnieć po aresztowaniu przez UB Lucyny Goryszewskiej „Magdy” 23 grudnia 1946 roku.
W latach 1945–1947 Popiołek pracował w Starostwie Powiatowym jako inspektor świadczeń rzeczowych. Później pracował w Ostrołęce jako nauczyciel w: Prywatnym Gimnazjum Mechanicznym Towarzystwa Przyjaciół Szkół Zawodowych (1947–1950), ZSZ, Liceum i Technikum Mechanicznym (1950–1959), SP nr 2 (1959–1960), Technikum Elektrycznym (1964–1975), a także jako starszy inspektor w Kuratorium Oświaty i Wychowania (1975–1977). Od 1977 roku był na emeryturze, jednocześnie pracując nad upamiętnieniem kolegów z AK i innych ważnych postaci z Ostrołęki.
Witold Popiołek był członkiem Związku Nauczycielstwa Polskiego (od 1949), prezesem Ogniska (dwie kadencje), Polskiej Partii Socjalistycznej – Wolność, Równość, Niepodległość (1945–1946), Polskiej Zjednoczonej Partii Robotniczej (1954–1989), Związku Bojowników o Wolność i Demokrację, Towarzystwa Przyjaciół Ostrołęki, Związku Kurpiów, Światowego Związku Żołnierzy AK (kronikarz i przewodniczący Komisji Historycznej Okręgu Ostrołęckiego Światowego Związku Żołnierzy Armii Krajowej).
Był mężem Jadwigi z d. Jabłonowskiej – nauczycielki, mieli dwoje dzieci: Andrzeja i Elżbietę. Przez całe życie był związany z Ostrołęką. Spoczął w grobie rodzinnym na cmentarzu parafialnym w Ostrołęce.

## Medale i odznaczenia
- Krzyż Kawalerski Orderu Odrodzenia Polski
- Złota Odznaka ZNP
- Medal 40-lecia Polski Ludowej
- Odznaka Honorowa „Za zasługi dla Miasta Ostrołęki”
- Medal Komisji Edukacji Narodowej
- Odznaka Weterana Walk o Niepodległość
- Krzyż Armii Krajowej
- Krzyż Partyzancki
- Odznaka Akcji „Burza”

Źródło: Słownik biograficzny Kurpiowszczyzny XX wieku.

## Publikacje (wybór)
- Dowódcy Armii Krajowej w Obwodzie Ostrołęckim, Towarzystwo Przyjaciół Ostrołęki, Ostrołęka 1997, ISBN 83-903196-2-4.
- W gnieździe „Gryfa”, Światowy Związek Żołnierzy Armii Krajowej, Ostrołęka 2000
- Narew pełna wspomnień, Towarzystwo Przyjaciół Ostrołęki, Ostrołęka 2002, ISBN 83-86122-43-9.
- Lete, Niedziela lipcowa, Plac 1 Maja (Mały Rynek) i inne wiersze w: Poetycki almanach Kurpiowszczyzny, red. Alfred Sierzputowski i Czesław Parzych, Towarzystwo Przyjaciół Ostrołęki, Ostrołęka 2002, ISBN 83-88169-19-X.

Ponadto pisał teksty historyczne, głównie biografie, które ukazywały się w „Zeszytach Naukowych Ostrołęckiego Towarzystwa Naukowego”, „Tygodniku Ostrołęckim” i „Pracowni”.